# Causticazione
La causticazione o ustione chimica è una lesione provocata da sostanze irritanti dette caustici sui tessuti dell’organismo. Queste sostanze, che possono essere solide o liquide, agiscono determinando una forte azione irritante e corrosiva, con necrosi delle cellule per fenomeni di disidratazione e di idrolisi.
La lesione risultante è molto simile a quella provocata da una ustione.